# Sacramento (Califórnia)
Sacramento é a capital do estado norte-americano da Califórnia e sede do condado de Sacramento. Foi fundada em 1839 e incorporada em 27 de fevereiro de 1850.
Tornou-se a capital do estado em 1854, em substituição de Monterey. Sacramento é a cidade mais antiga do estado e a segunda a ter sido incorporada, nove dias após São Francisco.
Com quase 525 mil habitantes, de acordo com o censo nacional de 2020, é a sexta cidade mais populosa do estado e a 35ª mais populosa do país.

## Geografia
De acordo com o Departamento do Censo dos Estados Unidos, a cidade tem uma área de 260,8 km², dos quais 255,4 km² estão cobertos por terra e 5,4 km² (2,1%) por água.

## Demografia
Desde 1900, o crescimento populacional médio, a cada dez anos, é de 28,1%.

### Censo 2020
Segundo o censo nacional de 2020, a sua população é de 524 943 habitantes e sua densidade populacional é de 2 055,4 hab/km². Seu crescimento populacional na última década foi de 12,5%, bem acima do crescimento estadual de 6,1%. É a sexta cidade mais populosa da Califórnia e a 35ª mais populosa dos Estados Unidos. Sua região metropolitana possui quase 2,4 milhões de habitantes. É também a cidade mais populosa do condado de Sacramento.
Possui 202 231 residências que resulta em uma densidade de 791,8 residências/km² e um aumento de 5,9% em relação ao censo anterior. Deste total, 4,8% das unidades habitacionais estão desocupadas. A média de ocupação é de 2,7 pessoas por residência.

### Censo 2010
Segundo o censo nacional de 2010, a sua população é de 466 488 habitantes e sua densidade populacional é de 1 805,2 hab/km².

## Política

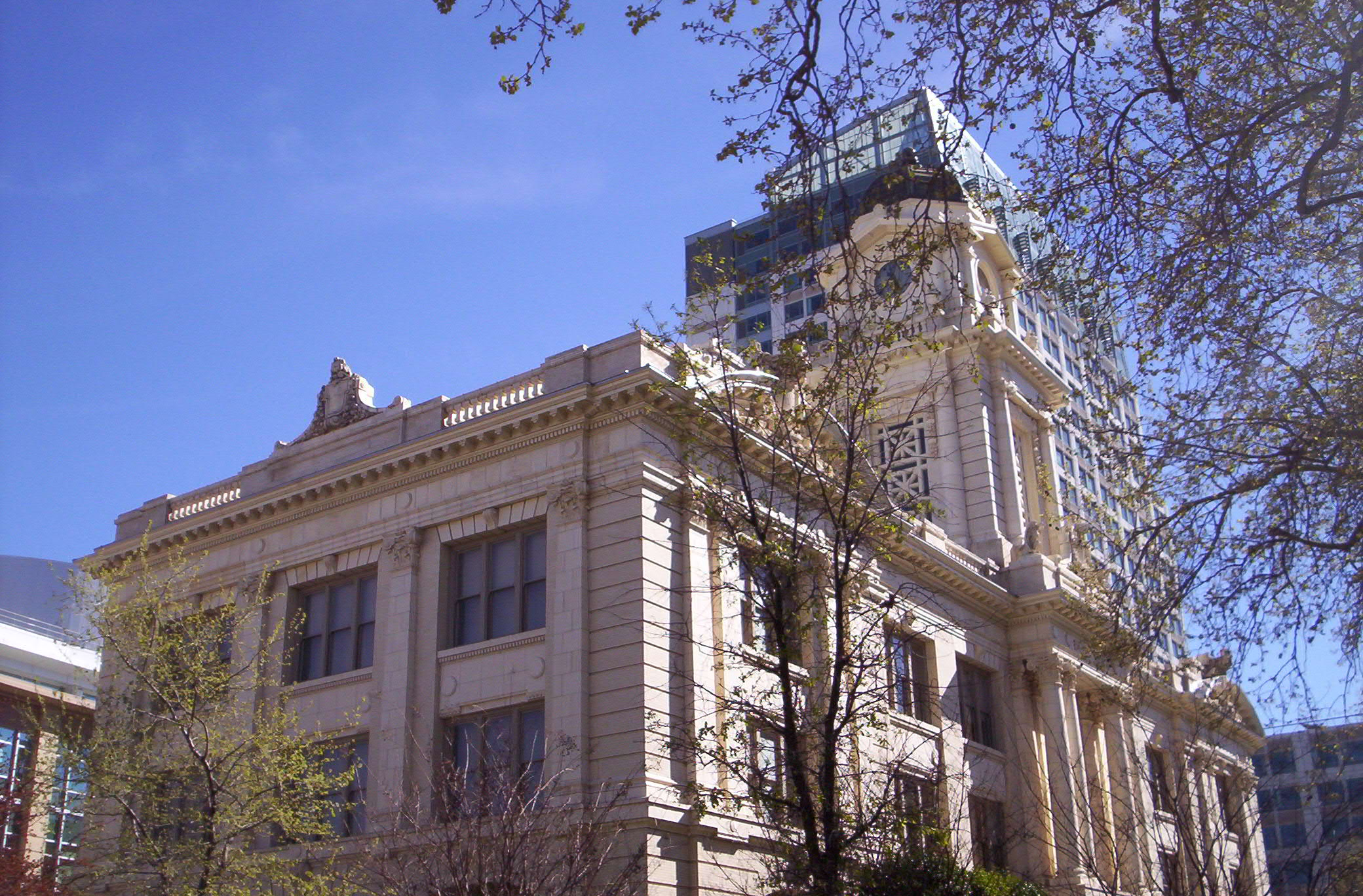
Prefeitura de Sacramento.

O atual prefeito de Sacramento é Darrell Steinberg, desde dezembro de 2016, do Partido Democrata.

### Cidades irmãs
- Quixinau, Moldávia
- Hamilton, Nova Zelândia
- Belém, Palestina
- Jinan, China
- Liestal, Suíça
- Manila, Filipinas
- Pasay, Filipinas
- Matsuyama, Japão
- San Juan de Oriente, Nicarágua
- Yongsan-gu, Coreia do Sul

## Cultura

### Cultura indígena
Os índios Nisenan e Miwok viveram na área, talvez, por milhares de anos. Ao contrário dos colonos que viriam a fazer de sacramento sua casa, esses índios deixaram pouquíssimas evidências de sua existência. Tradicionalmente, a dieta dos índios era composta por bolotas retiradas dos carvalhos abundantes na região, e pelos frutos, bulbos, semente e raízes colhidas na região.
Em meados de 1799, o explorador espanhol Gabriel Moraga descobriu a região. Um escritor na expedição de Moraga descreveu-a: "Copas de carvalhos e choupos, muitos enfeitados com videiras, em balanço de ambos os lados pássaros azuis. Pássaros batiam nas árvores e grandes peixes lançavam-se através do fundo transparente. O ar era como champanhe, e eles (os espanhóis) beberam dele, beberam profundamente da beleza à sua volta. Isto é como o santíssimo sacramento (es como el sagrado sacramento). O vale do rio e a terra foram batizados de "Santíssimo Sacramento do Corpo e Sangue de Cristo", referindo-se ao sacramento cristão da eucaristia.

## Esportes

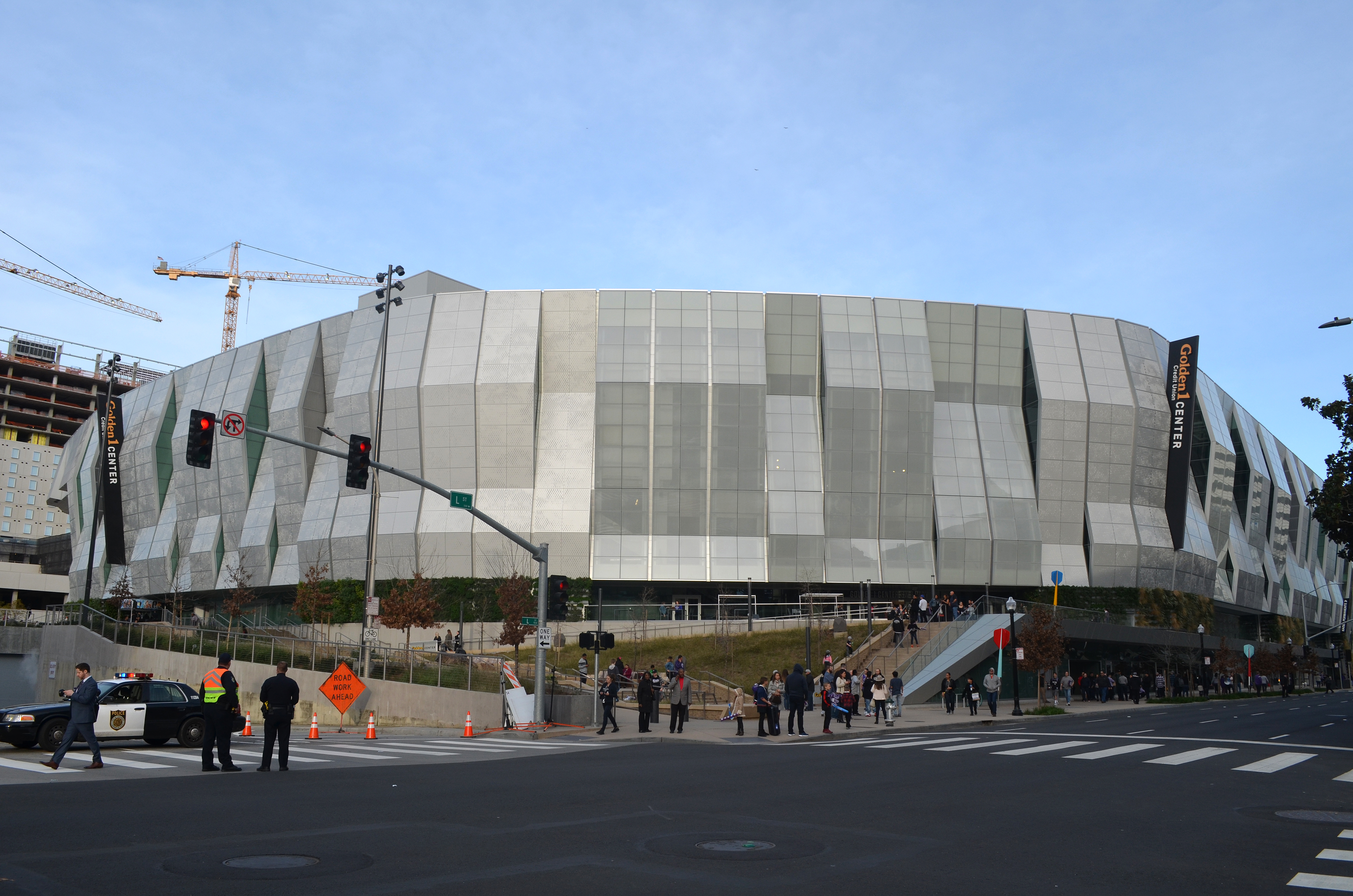
Golden 1 Center, casa do Sacramento Kings.

A cidade é sede do time de basquetebol Sacramento Kings que joga na NBA. Outros times de ligas menores incluem o time de futebol Sacramento Republic FC da USL, o de beisebol Sacramento River Cats e o de basquete Sacramento Heatwave.

## Marcos históricos

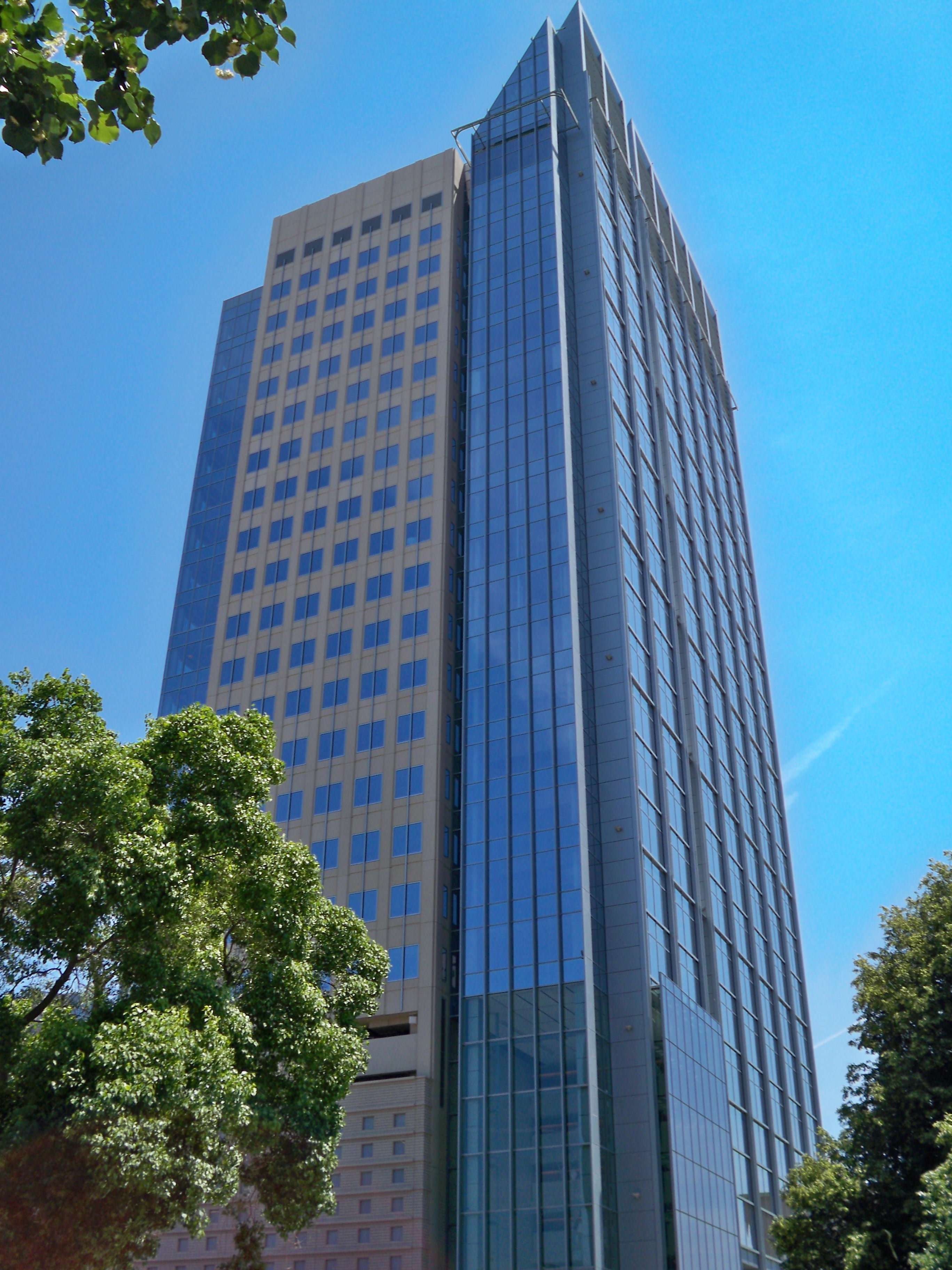
US Bank Tower em Sacramento.

O Registro Nacional de Lugares Históricos lista 79 marcos históricos em Sacramento, dos quais cinco são Marcos Históricos Nacionais. Os primeiros marcos foram designados em 15 de outubro de 1966 e o mais recente em 16 de março de 2021. Exemplos de marcos históricos na cidade são o Capitólio Estadual da Califórnia e o Museu de Arte Crocker.